# Gertrud Scholtz-Klink
Gertrud Scholtz-Klink (Adelsheim (Baden), Imperio Alemán; 9 de febrero de 1902-Bebenhausen, Alemania; 24 de marzo de 1999) fue una maestra de escuela, reportera y prominente figura del régimen nazi. Posteriormente fue nombrada por Hitler líder de la Liga Nacionalsocialista de Mujeres (Nationalsozialistische Frauenschaft o NSF), fue calificada por la prensa británica como la más perfecta mujer del ideario nazi.

## Biografía
Gertrudis Scholtz-Klink nació en la actual ciudad de Baden, en el Imperio Alemán en 1902. A los 18 años se casó con Federico Klink, un colega docente y tuvieron 6 hijos. 
En los albores del nazismo en Alemania, estando en Berlín, impresionada con un discurso de Hitler, se unió en septiembre de 1929 al NSDAP, y realizó abnegados trabajos sociales atrayendo con su fervor la atención de los líderes locales del partido, quienes la nombraron Líder de las Mujeres Nazis de Berlín. En 1930, Federico Klink falleció de un infarto al corazón mientras participaba en un mitin y Gertrudis asumió un papel más activo en su figura de política difusora.

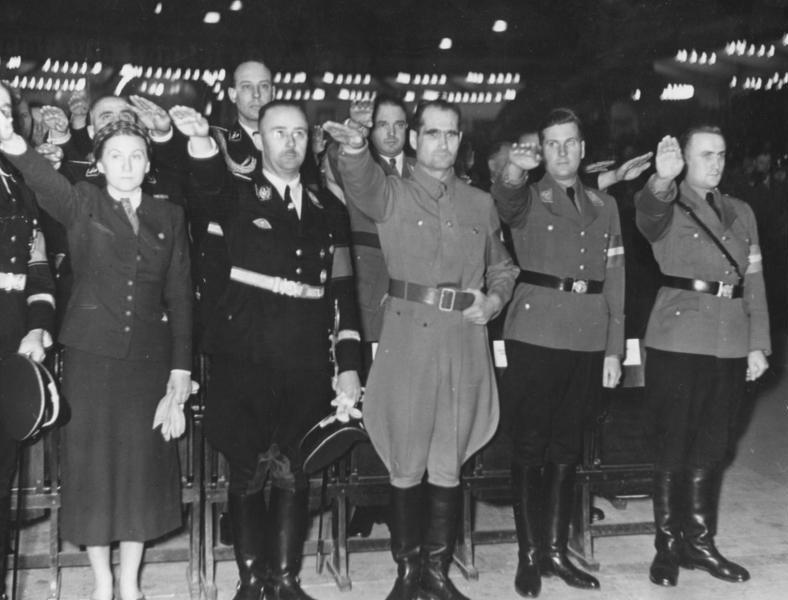
Gertrud Scholtz-Klink junto a prominentes figuras del nazismo, Himmler, Rodolfo Hess y Baldur von Schirach (1939)

Con el advenimiento de Hitler al poder en 1933, Gertrud Scholtz-Klink fue nombrada por él como Führer de las Mujeres Nacionalsocialistas y Liga de las Mujeres de Alemania. Ese mismo año se casó en segundas nupcias con Günther Scholtz, un colega docente, con quien tuvo otros dos hijos.
Bajo la directrices emitidas por Himmler y Joseph Goebbels y gracias a su gran oratoria y fervor realizó trabajos de concientización y difusión del papel de la mujer alemana como reproductora, frente al varón al servicio del partido, proclamando la necesidad de traer al mundo la mayor cantidad de niños arios y criarlos bajo el ideario del nazismo, apoyar al varón para servir al partido y ser leal a la figura del Führer. Uno de sus discursos era:

-"la mujer alemana tiene que trabajar y trabajar, física y mentalmente y debe renunciar a lujos y placeres."-

En 1936, asumió papeles más activos al ser nombrada Presidenta de la DFW y del NSV (Directora de la Oficina Femenina del Frente Alemán del Trabajo y NS-Volkswohlfahrt- directora del Bienestar), por su labor fue premiada con la medalla de Oro del NSDAP por sus esfuerzos para ser un modelo femenino del nazismo. En 1938, se divorció privadamente de Günther Scholtz.
En 1940, se casó en terceras nupcias con Augusto Heissmeyer, un Obergruppenführer-SS, jefe de la Schutzstaffel (SS). Con Heissmeyer tuvo tres hijos más, completando 11 niños a su cargo y siendo usada en la propaganda como modelo de fecundidad.

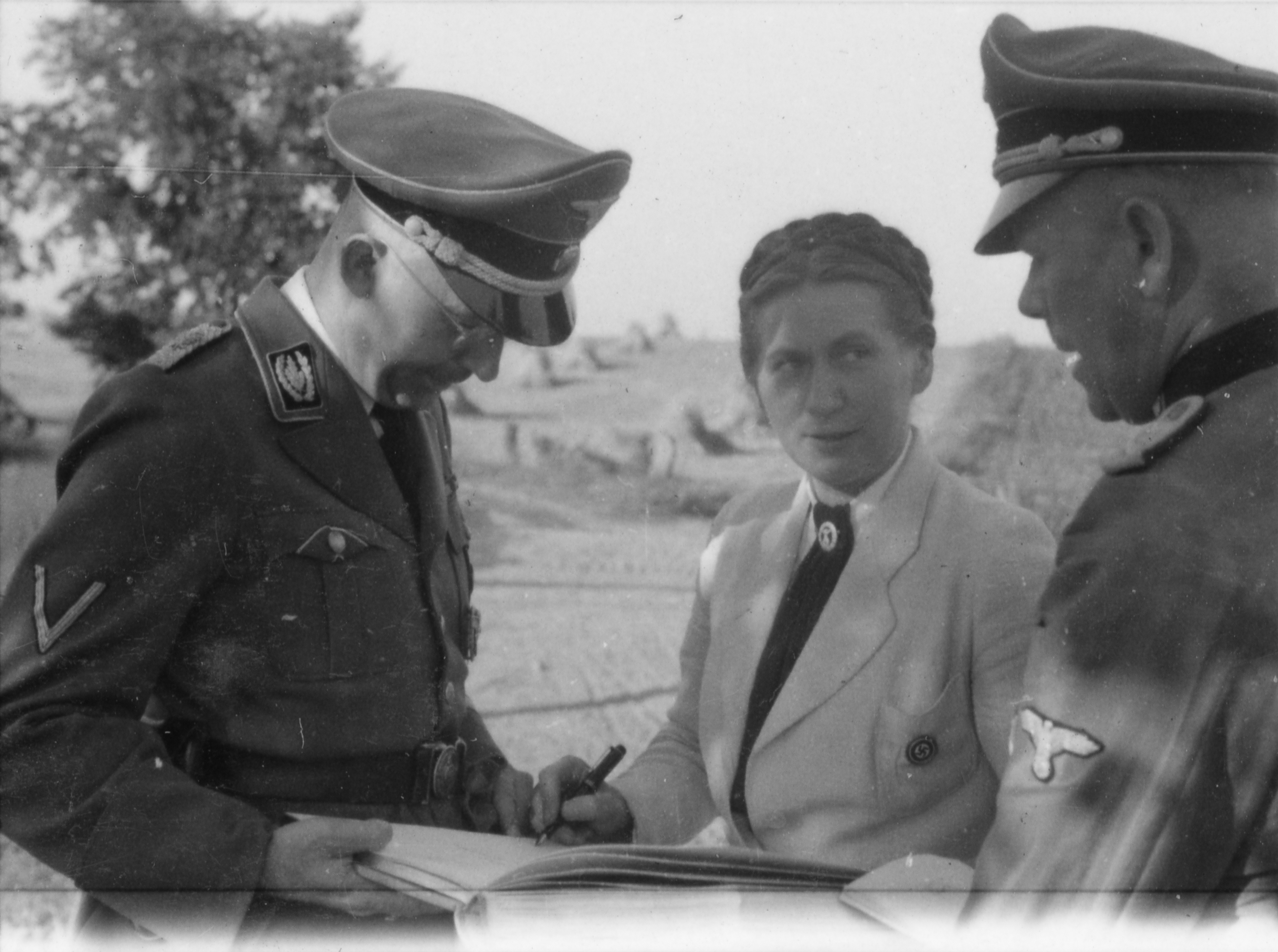
Gertrud Scholtz-Klink junto a Himmler en 1943

Al finalizar la guerra, Gertrud Scholtz-Klink fue apresada por los soviéticos y enviada a un campo de concentración. Junto a su tercer marido, logró escapar y pasó a la clandestinidad con papeles falsos, haciéndose pasar junto a su marido como el matrimonio de nobles alemanes compuesto por Heinrich y Maria Stuckebrock. Se refugiaron en un castillo de Bebenhausen, bajo el amparo de una noble alemana anciana la princesa Paulina de Wurtemberg, en Tubinga, la zona de Alemania ocupada por Francia.
Hasta 1948, el tribunal de Núremberg les presumía como fallecidos. Incluso había testimonios de que Gertrud Scholtz-Klink había fallecido en el Führerbunker de la Cancillería en abril de 1945. Durante tres años vivieron en la semiclandestinidad de la agricultura familiar y de un negocio de decoraciones y artesanías.
En 1948, son desenmascarados y detenidos por una patrulla aliada mixta y pasados a un tribunal francés quienes los condenan a un año y medio de prisión y a un proceso de desnazificación. Adicionalmente, en 1950, su proceso es revisado y se les añade dos años y medio de trabajos forzados por su papel de líder nazi en el pasado. Finalmente es liberada en 1953, sin tener derecho a ejercer profesionalmente ni a afiliarse a ningún ente político.
Gertrud Scholtz y su marido finalmente volvieron en 1953 al castillo de Bebenhausen en Tübingen, donde viveron acomodadamente. En 1978, Scholtz-Klink publicó un libro llamado -"La mujer en el Tercer Reich"- y en 1980, a sus 78 años, ratificó su pensamiento pronazi frente a una reportera estadounidense que promovía el feminismo.
Gertrud Scholtz-Klink falleció el 24 de marzo de 1999 por causas naturales en el castillo de Bebenhausen. Se cree que fue enterrada en el cementerio de la localidad.